# Agnieszka Stanuch
Agnieszka Stanuch (Lubań, 21 novembre 1979) è una canoista polacca.
Ha partecipato ai Giochi di Atene 2004 e di Pechino 2008, gareggiando nella specialità Slalom K1.
È la figlia dell'anch'esso canoista olimpico Jerzy Stanuch.